# Uvea

Durchschnitt des menschlichen Augapfels:
1. Lederhaut (Sclera)
2. Aderhaut (Chorioidea)
3. Schlemm-Kanal (Sinus venosus sclerae/Plexus venosus sclerae)
4. Iriswurzel (Radix iridis)
5. Hornhaut (Cornea)
6. Regenbogenhaut (Iris)
7. Pupille (Pupilla)
8. vordere Augenkammer (Camera anterior bulbi)
9. hintere Augenkammer (Camera posterior bulbi)
10. Ziliarkörper (Corpus ciliare)
11. Linse (Lens cristallina)
12. Glaskörper (Corpus vitreum)
13. Netzhaut (Retina)
14. Sehnerv (Nervus opticus)
15. Zonulafasern (Fibrae zonulares)
Äußere Augenhaut (Tunica externa bulbi): 1. + 5.
Mittlere Augenhaut (Tunica media bulbi/Uvea): 2. + 6. + 10.
Innere Augenhaut (Tunica interna bulbi): 13.

Die Uvea (non lat. uva ‚Traube‘), auch mittlere Augenhaut (Tunica media bulbi) (in der Abb. 2 + 6 + 10) genannt, ist eine pigmenttragende Schicht unterhalb der stark streuenden (undurchsichtigen) Sclera (Lederhaut) am Auge. Die Hauptaufgaben dieser Schicht sind die Akkommodation, die Adaptation sowie die Ernährung der weiter innen liegenden Netzhaut.
Die Uvea besteht aus
- Irisstroma (nicht-epithelialer Anteil der Regenbogenhaut, Aufgabe: Adaptation)
- Corpus ciliare (Strahlenkörper, Aufgabe: Akkommodation, Kammerwasserproduktion)
- Choroidea (Aderhaut, Aufgabe: Ernährung der Netzhaut, Abtransport von entstehender Wärme, mechanisches Polster).

Die Uvea ist ähnlich der äußeren Haut genetisch bedingt individuell stark unterschiedlich pigmentiert. Dies bewirkt etwa die unterschiedlichen Augenfarben. Zusammen mit der bei fast allen Menschen stark pigmentierten Außenschicht der inneren Augenhaut sorgt die Pigmentierung der Uvea für die Abdunkelung des Auges gegen Streustrahlung von außen und innen.
Das Gewebe der Uvea entspricht phylogenetisch der weichen Hirnhaut (Pia mater und Arachnoidea) und versorgt die innenliegende Nervenzellschicht, die Netzhaut, die einen Teil des zentralen Nervensystems darstellt.
Eine Entzündung der Uvea bezeichnet man als Uveitis.